# 信長の野望 Online
信長の野望 Online（のぶながのやぼう・オンライン）は、コーエーテクモゲームス（旧・コーエー）が同社のシミュレーションゲーム『信長の野望シリーズ』の世界観をベースに開発したMMORPGである。通称「信on（のぶおん）」。本作はPlayStation 2 (PS2) 用としては『ファイナルファンタジーXI』に次いで2番目に開始されたMMORPGであるが、プレイヤーキャラ同士の対戦や勢力同士の合戦が可能であることが『ファイナルファンタジーXI』との違いである。
MMORPGとしては珍しく戦国時代の日本が舞台であり、侍や忍者などの職業やパーティを「徒党」、ギルドを「一門」と呼ぶ事など、和風の世界観を全面に押し出した作り。ただし「史実にこだわりすぎると自由度が失われてしまう」という設計思想に基づき、神話やオカルトなどファンタジーの要素も加わっている。
PlayStation 2版はPlayStation BB Unitが必須であるため、
SCPH-70000以降の薄型PS2ではプレイ不可能である。
2010年12月22日、他機種と比べて主にグラフィック面が強化されたPlayStation 3 (PS3) 版が発売された。
2014年3月19日にはPlayStation 4 (PS4) 版が発売された。

## 概要
プレイヤーは、サーバーに構築された仮想戦国時代の中を一人の登場人物として、ゲーム内に再現された中部日本（西関東・中部・近畿地方）を舞台に自由に冒険し、14大名家のいずれかに仕官し、所属する勢力の発展を目的に合戦や外交といった勢力争いを行う。
また、どこの勢力にも属さない浪人としてのプレイスタイルも可能である。
シリーズ唯一のCERO15歳以上対象作品でもある。

## 所属サーバーの選択
複数のサーバーがあり、
それぞれが独立並行的に仮想戦国時代の時を刻んでいる。
プレイヤーはキャラクターを作成する前に、
どこのサーバーでプレイするかを選ぶ必要がある。
1つのアカウントでサーバーにそれぞれ最大3人（有料オプションで＋1人）まで、
キャラクターを作成する事ができる。
| 2010年までのサーバー体型 |
| --- |
| 争覇の章時代までは8つのサーバーが存在しており、 名称は過去の信長の野望シリーズのサブタイトルから名付けられていた。 - 群雄伝、風雲録、覇王伝 「信長の野望」開始当初（2003年6月12日）のサーバーであり、敵対や同盟が史実に基づいた勢力関係で開始されたサーバー。 - 天翔記 2003年6月19日設置。発売開始1週間後に設置されたサーバーであり、勢力関係が全て中立の状態から開始されたサーバー。 - 将星録 2003年10月8日設置。越中エリア実装後に設置されたサーバーであり、勢力関係は天翔記と同じく全て中立の状態から開始されたサーバー。 - 烈風伝 2004年2月4日設置。Windows版の発売と同時に設置されたサーバーであり、勢力関係は天翔記、将星録と同じく全て中立の状態から開始されたサーバー。 - 嵐世紀 2008年3月26日設置。争覇の章導入時に4年ぶりの新サーバとして設置。勢力関係は全て中立の状態から開始された。 - テストワールド 仕様変更や拡張パックのリリース前に、その機能をプレイヤー自身で確認する事が可能となるサーバー。このサーバーでは「ウルティマオンライン」などのテストサーバーと同じように、プレイヤーのレベルや技能などをある程度自由に変更する事ができ、目的のテストを行いやすいように設定されていた。現在は公開されていない。 |

### 2010年のサーバー体系
2010年3月24日の「新星の章」実装時に、
旧サーバーを統合し4つのワールドとした
- 真紅
将星録と烈風伝が合併。
- 紺碧
群雄伝と嵐世紀が合併。
- 萌黄
風雲録と覇王伝が合併。
- 山吹
天翔記が改名。

## ゲームシステム

### 職業とキャラクターメイク
プレイヤーはキャラクター作成時に侍・神主／巫女・陰陽師・僧・鍛冶屋・薬師・忍者・傾奇者の8つの職業の中から1つを選ぶことになる。また、レベル40から各職業の使える技能が特化技能として3系統に分かれる。キャラクター作成後「隠れ里」という初心者専用エリアから開始するが、初心者専用エリアから通常エリアへ移行する際にどこかの勢力に仕官しなければならない。ただし、後に出奔し浪人となることも可能。なお、初心者専用エリアはキャラクターの成長がしやすいようになっているが、一度「隠れ里」エリアを出ると戻ることはできない（「初心者の手伝い」という方法で再入場する事が出来るが、初心者用のクエストは受けられない）。また、2008年3月からは中級者の育成用クエストも搭載された。
※破天の章導入前は、キャラクター作成直後は必ずどこかの勢力に仕官した状態で、その勢力の拠点から始まっていた。
キャラクターの名前にアルファベットを用いることは出来ない。また織田信長や豊臣秀吉などの実在した武将名を、PC名として登録することも出来ない。実在武将はNPCとしてゲーム内に登場する。
- 侍 
物理攻撃と防御に優れた職。それ以外にも、性能は劣るが回復以外の全ての行動が可能。戦闘の花形ともいえるが装備に多大なコストがかかる傾向がある。特化技能によって攻撃役、盾役、サポート役とはっきり立ち回りが分かれる。採集は伐採、生産では弓矢や杖、籠手などの装備品、および武器作成の材料であるの柄や、和紙などを作成することができる。
  - 特化技能
    - 武芸伝
忍者の特化「暗殺奥義」と双璧を成す近接物理アタッカー。刀剣の二刀流を得意とし、主に近接物理攻撃に特化した侍。その攻撃性能は他職・他特化の追随を許さず、あらゆる場面において絶大な攻撃力を誇る。間接物理攻撃も持つが、こちらは命中率に難がある。また、攻撃対象の結界 （バリア技能） を解除する技能を持たず、攻撃対象を固定される技能への対抗策を持たない等、柔軟性には欠ける面もある。装備の質による攻撃能力差が特に顕著に現れる特化である。
    - 武士道
敵の注意を引き付け、攻撃をかわすことによって味方を物理攻撃の脅威から守る盾役のエキスパート。生命力ダメージを気合ダメージに変換する「心頭滅却」という技能が対NPC、対PC戦どちらにおいても非常に効果的で、武士道の最大の特徴でもある。ただし術ダメージは変換出来ず、術攻撃は苦手である。剣撃を受け止める技能を持つため、人間型の直接攻撃には特に強い。また一刀流の上位技能や反撃の強化技能があり、ソロ活動においてはトップクラスの性能を誇る。
    - 上級軍学
いわゆる軍師をイメージしたコンセプトで、サポートや行動阻害に特化した技能が豊富。敵全体に対して一定時間行動不能にする「活殺自在」をはじめ、相手の術ダメージ軽減効果を解除する「崩落の計」、味方の能力強化効果を自身にコピーする「神算鬼謀」「堅忍不抜」などの技能を持ち、攻防に立ち回ることが可能。
- 僧 
術攻撃、回復、やや苦手だが物理攻撃技能も持ち、敵の攻撃を引き付ける所謂「盾技能」もあるオールマイティ職である。しかしそれ故か、各技能の専門職に比べて性能が劣るものが多い。相手を弱体化させる系統の技能のみ持たない。採集は材料採集、生産では各種生産の材料となる紐や持ち物を入れるための袋、後衛職の頭装備（冠や烏帽子など）を作ることができる。
  - 特化技能
    - 僧兵之武
僧の中でも特に物理攻撃を大きく強化した特化である。他の物理攻撃専門職に比べて与ダメージで劣り、かつては色物特化として扱われた事もあった。しかし、攻撃と同時に味方を回復する・敵に与えたダメージを蓄積し回復として還元する等、攻守一体となった技能が追加された事で僧のオールマイティさを最もよく体現する特化となった。また、ソロ活動においては武士道と並ぶ性能の高さを誇る。
    - 仏門
回復や補助技能に長けた、僧の特化の中では最も僧らしい特化である。敵の能力低下技能をレジストする確率を大幅に強化する「後光」や、回復技能の効果を高める「慈愛の心」などで味方に貢献でき、あらゆる場面でコンスタントに活躍できる人気の特化である。回復と同時に味方に結界（バリア）を張る技能等、回復専門職である薬師にも引けを取らない回復のエキスパート。
    - 密教秘術
主に攻撃術や妨害技能に重点を置いた技能を持つ。この特化の代名詞とも言える、相手の術攻撃によるダメージを大幅にカットする技能「孔雀明王法」のおかげで、術攻撃の強烈なNPC戦において引っ張りだこであるが、それ以外の戦闘になかなか連れていってもらえない傾向があるのが密教僧達の悩みの種である。「僧兵之武」にある攻撃と同時に回復を行う技能と対称を為すように、攻撃と同時に回復を行う術攻撃も持つ。
- 神主／巫女 
男性キャラクターと女性キャラクターで呼び名が異なる唯一の職業であるが、両者に性能差は存在しない。総称して神職と呼ばれる場合もある。サポートのエキスパートであり、戦闘中は味方を「雅楽」や「韻」などで支援し、能力上昇効果や術を唱える時間を短縮する効果を付与することができる。また野外においても移動速度を速めたり、敵から味方の姿を隠したりする技能などで貢献することができる。採集は伐採、生産では弓矢、首飾り、付与石と呼ばれる武具を強化する特殊なアイテムなどを作成する事ができる。
  - 特化技能
    - 神典
弓による攻撃と強力な能力強化技能を兼ね備えた特化。鉄砲鍛冶と同じく弓による守護無効の間接攻撃は、標的となる敵をより確実に射抜くことができる。侍や忍者のような専門的なアタッカーにはダメージで劣るものの、神職としての高いサポート力と特化技能の攻撃性能で幅広く活躍できる。
    - 古神典
呪術による攻撃や、敵から気合（いわゆるMP）を奪うなどの技能に長ける。気合を大量に消費する近接攻撃技能のサポートとして、気合吸収効果を付与する「気合吸収」という技能が人気である。しかし近接攻撃のみにしか効果が発動しないという欠点があるため、術アタッカーである陰陽師全般や、間接攻撃しか持っていない神典神職などとは相性が悪い。
    - 雅楽之妙
鼓・笛・琵琶を用いて神に唄を捧げることにより、敵味方に様々な付与効果をもたらすことができる。特に、味方の能力強化効果の効果時間を継続させる技能によって、陰陽師などの自己強化技能を持つ者に対して特に強力なサポートが行える。また敵味方問わず全員を行動不能にする「大音響」というトリッキーな技能を使用することもできる。
- 陰陽師 
強力な攻撃術を用いるのが最大の特徴だが、敵の弱体や行動阻害技能も持つ。術による攻撃は物理攻撃と違って必中であるため、そのメリットを活かす戦法を組み立てれば、戦闘を優位に進められる。しかし術を唱えている最中（発動準備中）に「みね打ち」、手裏剣などの攻撃を受けると、術の発動を失敗することがある。採集は材料採集、生産では法衣などの着物系の衣服や帯（腰装備）などを作ることができる。
  - 特化技能
    - 陰陽道
発動準備はあるが、強力な属性（火・水・風・土）全体術や無属性全体術を放ち、術の威力を上げる技能や力を溜めて一気に放つ術などの攻撃術が豊富にあるため、術アタッカーの中では群を抜いた存在。発動準備がネックであったが、準備動作の必要のない術も多数追加された事により術アタッカーとしては不動の地位を確立した。攻撃に特化しているため、特化目録にサポート技能はない。その結果、攻撃術の性質とも相まって武芸侍や暗殺忍者よりも「攻撃すること」に特化した形になっている。
    - 仙論
対象の行動を妨害したり、能力を低下させたりするサポート系技能が充実。近年は行動阻害技能をほぼ無効化するNPCが多数追加されたため、それを補うように攻撃面が強化された。発動準備のない無属性の単体攻撃術を「大周天」や「周天法」と併用することで、対PC戦・ボス戦において有効な攻撃手段となっている。入念に準備を行えば、そのダメージは攻撃特化である陰陽道と変わらない場面も。また陰陽師の中で唯一、知力に比例したダメージを与える近接物理攻撃を持っている。
    - 高位召喚術
様々な式神を召喚し共に戦わせることができる。対PC戦では非常に強い特化であり、相手徒党にいる場合は大きな脅威となる。また式神召喚時専用の強力な術も放てるためNPC戦でも十分に活躍でき、召喚する式神の種類によってあらゆる状況に対応が可能であり、汎用性も高い。ただし、式神のために他特化より修得技能が多く、コストもかかりやすい傾向にある。また、術師本人が麻痺等の行動不能に陥った場合、式神が暴走して味方を攻撃する事もある。
- 忍者 
痺れ斬りや不意打ちなど、他にはできないトリッキーな攻撃を行なう。敵への行動阻害等、重要度の高い役回りも多く、盾役や回復役以上に戦況を左右する事もある。主に懐剣を武器とする為、物理攻撃技能の行動ウェイトが短い傾向にある。さらに物理攻撃だけではなく敵にダメージ＋能力低下効果を与える「遁術」による術攻撃も可能。採集は伐採、採掘、植物採取、材料採集全てを行う事ができる。生産では使い古した装備品を新たに忍者や傾奇者専用に打ち直したり（妖刀や忍者鎧など）、足袋などの足装備を作成する事ができる。
  - 特化技能
    - 秘伝忍法
相手の行動阻害、味方へのサポート技能が豊富な特化であるため、確実に阻止しなければならない技能を多用する相手との対戦に重宝される。また、相手から味方への間接攻撃を庇って避ける技能「空蝉の術」は秀逸で、強力な間接物理攻撃を仕掛けてくる相手には唯一無二の存在となる。さらに吹き矢や手裏剣を駆使した攻撃も多彩。
    - 暗殺奥義
侍の特化「武芸伝」と並ぶ近接物理アタッカー。特化技能の多くが直接攻撃に関係するもので占められる。「忍者一刀流」と「反撃回避」という刀剣専用技能のメリットが大きい為、懐剣では無く刀剣を装備することが多い。それゆえに懐剣装備の特徴であるウエイトの短さは失われる。一時的に相手の守護（味方をかばう行動）を無効化して攻撃する技能がある為、近接主体でありながら比較的サポートにも回りやすい。
    - 忍秘術
各属性の上位遁術を使って攻撃したり、強力な分身攻撃などができる。「自己暗示」で自らの能力を上昇させたり、術ダメージを軽減したり回避率をあげることもでき、味方をサポートする技能も豊富。特に潜在能力「修羅」を駆使した遁術攻撃は陰陽師の術に比べると対象数の面等でやや劣るが、準備動作が無い為に脅威となりやすい。
- 鍛冶屋 
専門は武器や防具の作成であるが、戦闘ではその防御力を活かし、自ら相手の攻撃目標となり我が身を盾にして味方の生命を守る。このことに関しては侍と並んで特に秀でている。さらに戦闘によって疲弊した武具を修理することができる唯一の職業で、狩りやダンジョン等の攻略には欠かせない存在である。攻撃力の高い武器が使えるのでアタッカーになれなくもないが、攻撃技能の質で侍や忍者に劣る。ただし鉄砲鍛冶になれば話は別で、トップクラスのアタッカーとなる。採集は鉱物を掘り出す採掘。
  - 特化技能
    - 武器之取扱
通称「刀鍛冶」で、刀や槍などの上位武器を作る事ができる。また刀鍛冶のアイデンティティとなっている、自身が受けたダメージを蓄積して相手に返すことができる「怒りの拳」という技能を持ち、ボスや武将など特に体力の多い相手の戦闘では、非常に強力で有効な技のひとつとなっている。
    - 鎧之取扱
通称「鎧鍛冶」で、鎧や兜の上位防具を作る事ができる。完全に盾役に特化した職業であり、そのコンセプトに沿った味方守護技能や相手の標的固定技能、自身の防御力を大幅に向上させる技能を持ち合わせている。剣撃を受け止める技能を持つため、人間型の直接攻撃には特に強い。自身の防御力に比例したダメージを与える攻撃技能も有するが、強化した防御力が下がるため使いどころが難しい。
    - 鉄砲之取扱
通称「鉄砲鍛冶」で、強力な間接物理アタッカー。鍛冶屋の特化の中で唯一攻撃に特化した存在であり、砲撃に関する技能が豊富。生産では鉄砲の上位生産品を作る事ができる。間接攻撃には「守護が無効」という特徴があり、盾役の敵に邪魔されず後衛を狙い撃てる点が大きなメリットとなる。その上、「狙撃」という標的固定されても対象を選択し攻撃できる技能の上位技能「狙撃・改」まで持つ。鉄砲攻撃には消耗品の弾薬が必要になるため、弾代が常にかかるという欠点がある。また、装備にかけるコストが強さに直結するという物理アタッカーの性質も付いて回る。
- 薬師 
味方の生命力を回復させることを専門とする職業で、僧の「回復」と比べて薬師の「治療」は生命力回復効果が高い。強みはなんと言っても、戦闘中に傷つき斃れた味方を「蘇生」できることである（僧侶も可能だが、NPCが販売していない消費アイテムが必要であり、性能も劣る）。反面、攻撃に関する技能はほとんど無い。また薬師という名前が示すとおり、各種の薬や毒薬を処方することができる。採集は植物採取。お守りという装備品も生産できる。
  - 特化技能
    - 高等医術
薬師の中でも特に「治療」において特化した者。治療効果を高める技能や発動準備無しに治療を行う技能が使用でき、回復行為に関しては他の追随を許さない。また蘇生不可状態を解除する技能や、対PC戦において相手の薬による能力強化を無効化する技能も使用できる。
    - 神通霊力
薬師の持つ回復技能のうち、継続回復状態にする「活身」について特化しており、様々な種類の「活身」を持つ。また相手の属性を大幅に下げる技能や、味方の属性値、最大生命力をアップさせる技能も使用できる。さらに土属性の攻撃術も備えており、相手の殲滅に多少ながら貢献することも可能。技能の特徴上、継続回復状態を上書きする、いわゆる「毒攻撃」を多用する相手とは相性が悪い。
    - 修験法力
相手の能力低下や、強力な呪い（継続的に生命力や気合を減少させる効果）をかける技能があり、術の発動準備を阻害されにくくするための技能も加わって、特に対PC戦においては驚異的な存在といえる。これらはNPC戦においても有用であり、治療専門と見られがちな薬師の中にあって、独特なイメージが持つ。
- 傾奇者 
傾奇者は「破天の章」リリース時に追加された職業で、戦場の「四象」や「地勢」を操って戦闘が味方に優位に進めるようにサポートしたり、「共演」で2 - 3名で連携攻撃を行ったり、といった支援役としての色合いが強い。しかし基本技能の中にも攻撃技能や標的操作の技能、能力強化技能なども含まれており、多彩な立ち回りが可能。生産では、全職業が装備できる派手な面具、髪型や顔立ちを変えることができる装飾品、装備品を解体して材料アイテムを取り出す解体具というアイテムを作ることができる。採集は材料採集。
  - 特化技能
    - 殺陣指南
「共演」と呼ばれる連携技のスペシャリストで、攻撃・防衛・回復・阻害など多岐に立ち回れる。味方の1 - 2名と共演し、単体では実現できないような強力な効果をもたらす技能が多い。その反面、共演者がいないと成り立たない技能ばかりで、その扱いは非常に難しい。また、連携技には協力者が特定の技能を実装しておく必要がある物も多く、事前の打ち合わせも重要である。
    - 綺羅演舞
場の「四象」と呼ばれる属性を操り、属性の影響を受ける技能の効果を増減できる。また味方全体の武器に強力な属性ダメージ追加効果を付けたり、敵数体を魅了したりすることもでき、さらには物理攻撃と術攻撃のダメージを併せ持つ強力な攻撃技能も有し、アタッカーとして立ち回ることが基本スタイル。
    - 能楽之美 
「地勢」操作の専門職で、特化技能のほとんどが地勢操作技能で構成されている。その多くが独特の強力な効果を持つものばかりで、味方のサポートに適している。非常に高い効果を持つ技能が多いが、敵味方全員に効果が及ぶ点には注意が必要である。「詠唱付与」と同等の効果がある技能を覚えることができ、神職のポジションで立ち回ることもできる。

### 仕官（所属勢力）
新規作成キャラ専用ゾーンである隠れ里を出る時に、実装されている14大名家のいずれかに仕官した状態となる。仕官できる大名家は任意に選択することが出来るが、滅亡している大名家に新規作成キャラが仕えることは出来ない。雑賀衆や伊賀忍などの傭兵集団も実装されてはいるが、本作では1大名家（勢力） として実装されている。基本的にフィールドには、一つの城及び城下町と実在の城があった地点に配置される複数の屯所、その国に関連する人物や妖怪が住む廃城が存在する。国によっては中立勢力が住む町や地域の名所をイメージしたダンジョンが配置されている。ダンジョンは誰でも挑戦する事が出来るタイプのものと、特定のレベル、あるいは条件を満たしたプレイヤーのみが挑戦する事が出来る上級者ダンジョンに分けられている。
- 上杉家
本拠地を越後に置く大名家。越後は雪国のフィールドであり、哀愁の漂う音楽が流れる。街の付近の船着場からは越前行き、佐渡島行きの船が出ており、佐渡島にはダンジョン「佐渡金山」がある。また、初期支配国である越中にはダンジョン「蜃気楼の塔」がある。
総大将：上杉謙信
初期支配地域：越後、上野、越中
城下町（城）：春日山（越後）、前橋（上野）、富山（越中）
廃城：揚北衆屋敷（越後）、上野屋敷（上野）、平氏一族生霊屋敷（越中）
ダンジョン：佐渡金山（越後）、蜃気楼の塔（越中）、龍隠門（上野）、不入山冥境（上野）
- 北条家
本拠地を相模に置く大名家。相模にはダンジョン「地獄谷」がある。また、初期支配国である武蔵には上級者ダンジョン「星野山千尋窟」がある。
総大将：北条氏康
初期支配地域：相模、武蔵
城下町（城）：小田原（相模）、川越（武蔵）
廃城：天狗屋敷（相模）、古河公方屋敷（武蔵）
ダンジョン：地獄谷（相模）、星野山千尋窟（武蔵）
- 武田家
本拠地を甲斐に置く大名家。甲斐にはダンジョン「昇仙峡」がある。また、初期支配国である信濃には中立の街として「山賊町」が存在する。
総大将：武田信玄
初期支配地域：甲斐、信濃
城下町（城）：甲府（甲斐）、松本（信濃）
廃城：犬屋敷（甲斐）、高遠氏屋敷（信濃）
ダンジョン：昇仙峡（甲斐）
- 今川家
本拠地を駿河に置く大名家。駿河にはダンジョン「富士地下洞穴」があり、ソロプレイヤーの腕試しのダンジョンとして親しまれている。また、駿河の船着場からは、尾張行きの船がでている。初期支配国の遠江にはダンジョン「浜名湖底洞穴」がある。駿河にある福島正成の居城である廃城は、茸爺という名称の敵NPCが登場することから、キノコハウスと通称されている。
総大将：今川義元
初期支配地域：駿河、遠江
城下町（城）：駿府（駿河）、浜松（遠江）
廃城：キノコハウス（駿河）、梓姫屋敷（遠江）
ダンジョン：富士地下洞穴（駿河）、浜名湖底洞穴（遠江）
- 徳川家
本拠地を三河に置く大名家。三河の廃城には徳川家と長年にわたり対峙した一向宗がいる。
総大将：徳川家康
初期支配地域：三河
城下町（城）：岡崎（三河）
廃城：一向宗屋敷（三河）
ダンジョン：眩迷の浅瀬（三河）、ワダツミの宮（三河）
- 織田家
本拠地を尾張に置く大名家。尾張の船着場からは、摂津和泉、駿河行きの船が出ている。尾張の廃城には本来は敵であるはずの織田信友と斯波義銀が居住している。
総大将：織田信長
初期支配地域：尾張
城下町（城）：那古野（尾張）
廃城：斯波一族の屋敷（尾張）
ダンジョン：無し
- 斎藤家
本拠地を美濃に置く大名家。支配地域美濃は全国の中心地にあるため、稲葉山の街は常にプレイヤーで賑わっていたが、「楽市」「全国検索」の導入によって寂れた。
総大将：斎藤道三
初期支配地域：美濃
城下町（城）：稲葉山（美濃）
廃城：土岐屋敷（美濃）
ダンジョン：無し
- 本願寺
本拠地を加賀に置く大名家。初期支配国である伊勢には中立の街として「海賊町」が存在する。
総大将：本願寺顕如
初期支配地域：加賀、伊勢
城下町（城）：金沢（加賀）、長島（伊勢）
廃城：富樫氏屋敷（加賀）、鬼屋敷（伊勢）
ダンジョン：無し
- 朝倉家
本拠地を越前に置く大名家。越前にはダンジョン「東尋坊洞穴」がある。
総大将：朝倉義景
初期支配地域：越前
城下町（城）：一乗谷（越前）
廃城：甲斐一族の屋敷（越前）
ダンジョン：東尋坊洞穴（越前）
- 浅井家
本拠地を近江に置く大名家。近江にはダンジョン「比叡山」及び上級者ダンジョン「比叡山叢雲堂」がある。
総大将：浅井長政
初期支配地域：近江
城下町（城）：小谷（近江）
廃城：六角一族の屋敷（近江）
ダンジョン：比叡山（近江）、比叡山叢雲堂（近江）、鬼門比叡山（近江）
- 伊賀忍
本拠地を伊賀に置く大名家。伊賀にはダンジョン「忍者砦」がある。
総大将：百地三太夫
初期支配地域：伊賀
城下町（城）：伊賀郷（伊賀）
廃城：忍者屋敷（伊賀）
ダンジョン：忍者砦（伊賀）
- 足利家
本拠地を山城に置く将軍家。山城の町である京から、上級者ダンジョン「黄泉比良坂」、「根の国」、「イザナミ宮」に行くことができる。
総大将：足利義輝
初期支配地域：山城
城下町：京 右京/左京（山城）
廃城：公子屋敷（山城）
ダンジョン：黄泉比良坂（山城）、根の国（山城）、イザナミ宮（山城）、凶変イザナミ宮（山城）、道摩根の国（山城）、逢魔の黄泉路（山城）
- 三好家
本拠地を摂津和泉に置く大名家。摂津和泉には中立の街として「堺」が存在する。堺の町から、上級者ダンジョン「裏堺」に行くことができる。また、初期支配国である大和には上級者ダンジョン「三輪山」がある。
総大将：三好長慶
初期支配地域：摂津和泉、大和
城下町（城）：大坂（摂津和泉）、奈良（大和）
廃城：茨木童子の屋敷（摂津和泉）、柳生屋敷（大和）
ダンジョン：裏堺（摂津和泉）、扶桑の森（摂津和泉）、天の雲嶺（摂津和泉）、三輪山（大和）
- 雑賀衆
本拠地を紀伊に置く大名家。紀伊にはダンジョン「千引の石洞穴」がある。
総大将：雑賀孫市
初期支配地域：紀伊
城下町（城）：雑賀郷（紀伊）
廃城：牛鬼屋敷（紀伊）
ダンジョン：千引の石洞穴（紀伊）
- 伊達家
本拠地を陸奥に置く大名家。陸奥には最上級者専用ダンジョン「龍泉洞」とマッチメイクダンジョン「中尊寺金色堂」がある。
総大将伊達政宗
初期支配地域：陸奥
城下町（城）：仙台（陸奥）
廃城：大崎氏屋敷（陸奥）
ダンジョン：龍泉洞、中尊寺金色堂（陸奥）
- 真田家
本拠地を真田庄に置く大名家。信濃の小諸と上野の箕輪をいただいたオリジナル国である。真田庄には最上級者専用ダンジョン「真田伝」がある。
総大将真田昌幸
初期支配地域：真田庄
城下町（城）：上田（真田庄）
廃城：羽尾氏屋敷（真田庄）
ダンジョン：真田伝（真田庄）
- 浪人者
どこにも仕官していない状態、どの勢力に対しても中立でどこの合戦にも参加可能
中立町（城）：山賊町（信濃）、海賊町（伊勢）、堺（摂津和泉）

### 戦闘システム
戦闘システムはリアルタイムシネマティックバトルという独自の方式を採用しており、ファイナルファンタジーXI」や「ウルティマオンライン」といったオープンバトル方式のMMORPGとは異なり、一部のオフラインRPGに採用されているシンボルエンカウント方式（フィールド上で敵NPCや敵PCと接触すると戦闘が開始される方式で、戦闘専用の画面に切り替わる）を採用している。
この為、外部からは他プレイヤーの戦闘内容や戦闘の状況を確認する事ができないというデメリットはあるものの、戦闘を開始してしまえば、終了するまで他プレイヤーからの横取り行為などの妨害を受けることはないというメリットがある。また、このシステムが他のMMORPGでは難しい「会話をしながら戦闘を行う」という独特のスタイルを確立。自分の行動を宣言し、お互いに連携しながら次の行動を決めるというのが基本となっている。ただし、その性質上一度あたりの戦闘時間が非常に長くなるというデメリットもある。
戦闘はオーソドックスなコマンド入力方式で、入力されたコマンドに応じて次々と敵味方の行動が時代劇のような演出で表示されていく。
また、戦闘画面上部には現在から数行動分先までの演出の長さを示す行動バーが表示される。この長さと順番によって、ある程度先まで敵味方の行動を予測することができる。また徒党での戦闘時などコマンド入力後に次の入力時まで間隔があくこともプレイスタイルによってはメリットがある。
また、戦闘は「徒党」と呼ばれるパーティを組んで行うことが一般的で、徒党は最大7人まで組むことができる。徒党を組んだ場合は徒党の中から一人旗頭を選び、戦闘では旗頭が倒れた時点で敗北（他の党員のコマンドが「逃亡」のみになってしまう）となる。NPC徒党に旗頭はない。一部のダンジョンでは5人以上または7人の徒党状態でないと入れない場所も存在する。
2008年の争覇の章導入によって、定期的に開催される上覧戦と呼ばれる対PC戦大会限定ではあるが、戦闘内容を他者が確認（観戦）できるように仕様変更された。

#### 対人戦について
信長の野望 Onlineでは、いくつかの方法にて対人戦及びPK行為が可能となっている。
- 合戦
合戦場では敵対する勢力プレイヤーとの対人戦が可能である。また、拠点戦と呼ばれる小規模な合戦でも対人戦が可能である。（前哨戦は現在廃止されている）
※どちらの場合も敵対勢力のPCは基本的に匿名状態である。例外的に特定のアイテムを装備する事によって意図的に匿名状態を解除する事も出来る。また、合戦場においては敵対勢力PCとのチャットは不可（直接対話と私設会話は除く）。
- お尋ね者システム
敵視、敵対する勢力のNPCに合戦場以外で危害を加えた場合、そのプレイヤーは一定期間「お尋ね者」となり、該当勢力に所属するプレイヤーは対象のプレイヤーが自分の勢力圏内に居る場合、戦闘をしかけることができる。勝利しても敗北しても、名声が前後する、マゲが出る等の微細なメリットのみ。ただし、合戦場以外で敵対勢力のNPCに襲われた場合にも、抵抗せずに逃亡すればお尋ね者にはならない。
- 抜け道システム
隣国へ侵入する場合、関所（防衛用のNPCが配置されている）を通り抜ける方法と、抜け道を通る方法がある。この抜け道の一部区間は対人戦が可能な領域となっている。この領域にはいるとチャットウインドウ内にその旨の警告文が出る。名声が前後する、マゲが出る等の微細なメリットのみ。
- 道場
道場では互いの合意のもとで対人戦を行うことが可能であり、敗北ペナルティは設けられていない。

- 上覧武術大会
全サーバーのプレイヤーが集まって対人戦を行う、個人参加や徒党参加の大会が開催される。また成績優秀者には天下一品と呼ばれる、高性能なアイテムが一定期間貸し出される。

### 合戦と外交
通常のダンジョンへの冒険などの他に、信長の野望 Online独自のシステムとして外交・合戦システムがある。外交は各勢力に所属するプレイヤーの献策により他勢力との関係を変化させ、同盟・敵対の状態を作り出す。

合戦は敵対する勢力同士が、専用の合戦フィールドにて1週間にわたって合戦（前哨戦・陣取戦・大決戦）を行い、その勝敗で領地内の砦、城を奪い合う。その勢力の本拠地 （本城） が敵対勢力によって陥落した場合、属領にいくつの城や砦が残っていたとしても、その勢力は滅亡するというシステムである。その場合、本城を落とした勢力にすべての領土が移譲される。

#### 外交の仕様
外交は、その勢力に所属するプレイヤーのうち、合戦や内政等で貢献したプレイヤー複数名に翌週の方針を提案する権利が与えられる。他のプレイヤーはその提案の中からいずれかの案を選んで献策する事により、侵攻目標や同盟申請先の投票（1キャラが持つ票数は身分・官位・官職により決定される）を行い、勢力全体の票数の割合によって毎週水曜日に行われるメンテナンス後に他勢力との外交関係が変動する。
各プレイヤーが好き勝手に提案・献策すれば、票がまとまらず不利であるため、同じ勢力のプレイヤー同士で話し合いの場（評定・会議）を持ったり、実際に他勢力の話し合いの場に使者として赴き、その勢力のプレイヤーと外交を行い、同盟を結んだりする独特のコミュニケーションが生まれた。その過程において、国ごとにその国の性格とも言うべき特徴・特色と言われるものも生まれ、名称・仕組みは国によって様々である。
側衆制度
2008年「争覇の章」リリース時に、上記のようなプレイヤー同士の外交のやり取りが運営サイドによってサポートされ、側衆制度が設けられた。側衆筆頭は、その勢力に所属するプレイヤーが立候補し、同勢力のプレイヤーからの投票で選任される。任期は2週間。城下町に点在する掲示板を編集する権限が与えられる。また側衆筆頭が任意に任命した側衆（最大5名）も、同様の権限が与えられる。
他勢力との関係
外交関係は敵対→敵視→中立→友好→同盟の5段階に分かれており、各勢力に所属するプレイヤーにも以下のような影響が与えられる。
- 合戦の発生した両勢力間の関係は敵対関係となる。ただし、敵対関係となれる勢力は同時に2つまでである。
- 合戦発生後2週間の間に、再度合戦が発生しなかった場合には、その勢力との関係は敵視となる。さらに3ヶ月間合戦が発生しないと中立状態となる。これにより、同じ勢力との合戦を休み無く続けない限りは他勢力との合戦の可能性も消えないようになっている。
- 同盟はプレイヤーの投票によって一方の国から同盟を申し込み （申請） 、相手方のプレイヤーも同盟を申し込んでいると翌週に同盟関係となる。同盟勢力は二カ国までで、申し込みも一週に二カ国まで可能。双方が毎週同盟を相手に申し込まない限り、同盟は解除されてしまう。
- 同盟関係にある勢力が合戦の場合、援軍として参陣できる。ただし、合戦を行っている当事者の国が物資を消費して援軍を呼ばない限り、進軍側は援軍に参加出来ない。防衛側は物資の消費無く援軍を呼ぶ事が出来る。援軍として参加できる戦場が複数ある場合は各プレイヤーごとに自由に選択する事が出来るが、一度参加するとその合戦期間中は変更出来ない。
- 同盟を継続しない場合、翌週からは友好状態となる。さらに3ヶ月間同盟関係が発生しないと中立状態となる。
- 友好以上の関係にある勢力が官位拝領イベントを起こした場合、友軍として参陣できる。
- 敵対関係にある勢力の領地に入った場合、街道を巡回する屯所兵や街中を巡回する警護兵などに発見されると襲われる。敵視状態の場合はこちらから攻撃可能な状態となる。このため、自勢力が滅亡すると、本拠地である町でもNPCに襲われる事になる。
- NPCのお店で売買をする場合、外交関係によって金額が変動する（キャラクター作成時の初期魅力にも依存）。疎遠な勢力になるほど、販売価格が高くなる。つまりぼったくられる。

#### 合戦の仕様
合戦は内政によって軍資金を最大値まで貯め、自勢力および同盟勢力が隣接している他勢力に対して、献策によって侵攻を決定することにより発生する。合戦は現在、陣取戦および大決戦によって構成されている。
前哨戦
前哨戦は対人戦のみで進められ、前哨戦に登録したプレイヤーがランダムで徒党を組まされ、相手勢力の徒党と戦うことになる。この前哨戦は合戦の結果には影響を及ぼさないが、参加者には成績に応じて武功が加算され、合戦終了時に様々な特典を受けることができる。ただし、現在は前哨戦自体が廃止されている（武功システムについては他のクエスト等で継続）。
陣取戦
陣取戦は2008年の「争覇の章」導入前は合戦のメインとなっていたフェーズで、合戦場に配置された武将を撃破し戦果を挙げることで相手勢力の支配国の国力減少を狙う。
合戦場には両陣営に本陣・小荷駄が1つ、先鋒・中備・後詰の各要害が左翼・中翼・右翼の三方向に計9つ点在し、本陣には陣営の大名と四天王、小荷駄と各要害には、その勢力に仕えた武将が主将として守備に就いている。
各武将は通常のNPCよりも高い強さを持っているが、隣接する要害や要害を守護する護衛NPCを撃破することで、武将徒党の構成人数を減らすことができる。
敵武将や敵NPCを撃破することで味方陣営に戦果が加算されるため、自勢力のプレイヤーや同盟勢力のプレイヤーが一致団結して敵武将を撃破し、味方武将を守るのが合戦の醍醐味となっている。
また、大砲や抜け道を設置する兵站活動といわれるクエストがあり、レベルの低いプレイヤーでも勢力に貢献できるようになっている。
大決戦
大決戦は2008年の「争覇の章」導入によって新たに設定されたフェーズで、金・日曜日の21時から24時までの3時間に集中して開催される。
武将が自由自在に合戦場を駆けめぐり、武将同士が戦う場面も多数登場する。
大決戦の勝利条件は相手より戦果（ポイント）を1000以上多く稼ぐか、大名を敗走させることである。大名はNPC同士の戦闘や配下武将の撤退によって戦意パラメータが減少し、敗走してしまうこともある（ただし、2010年の「新星の章」導入によってそれ以前より格段に敗走しにくくなっている）。
勝利すると、以降の陣取戦での戦果が勝利側のみ割り増しで計算されるようになる（金曜勝利で以降1.2倍、日曜勝利で以降1.3倍。両日ともに勝利すると日曜以降は1.5倍となる）。

#### 合戦フィールド
合戦フィールドは発生した場所によって地名が決められ、それぞれ3タイプの地形からランダムに選択される。地形の種類は11タイプが存在する（雪山地帯、雪原地帯、草原地帯、海岸地帯、湖畔地帯、山林地帯、平地地帯、盆地地帯、山岳地帯、林道地帯、峠地帯）。
合戦地の地名は以下の通り。
坂井平野、糸魚川、川中島、手取川、小牧山、利根川、三国峠、鳥居峠、三増峠、入間川、伊豆沖、大井川、富士川、上田原、木曽川、長篠、三方ヶ原、桶狭間、木曽川沖、姉川、関ヶ原、賤ヶ岳、大津、甲賀、鈴鹿峠、笠置山、金剛山、吉野、田倉崎、天王山、宇治

### 身分システム
勢力に仕えるキャラクターは、その勢力の寄合所から依頼される内政・軍事・外交のクエストを達成したり、合戦で手柄を立てることで勲功値を貯め、身分を上げることができる。身分は下の表の順に昇進する。
| 呼称                           | 必要条件            |
| ------------------------------ | ------------------- |
| 足軽（あしがる）               | レベル5以上         |
| 足軽組頭（あしがるくみがしら） | 勲功350             |
| 足軽大将（あしがるだいしょう） | 勲功900             |
| 与力（よりき）                 | 勲功1800、昇進試験  |
| 侍大将（さむらいだいしょう）   | 勲功3500、昇進試験  |
| 目付（めつけ）                 | 勲功6500、昇進試験  |
| 奉行（ぶぎょう）               | 勲功12000、昇進試験 |
| 中老（ちゅうろう）             | 勲功22000、昇進試験 |
| 家老（かろう）                 | 勲功44000、昇進試験 |

与力以上の身分になるには、一定勲功値で発生する職業別の昇進試験をクリアする事が必要。身分が上昇すると献策における国勢への影響力が増加したり、俸禄金の増加、優秀な知行村役の出現などのメリットが与えられる。
原則的に、各身分の勲功の設定値を超えて飛び級のような昇進はできない。所謂、いくら納品軍事達成を報告しても報酬は受け取れるが、勲功だけは上がらなくなるという現象になる。

しかし、上記の勲功の設定値を突破させる方法がある。合戦場のNPCを倒すことで合戦勲功を得る方法と、合戦場で対人戦に勝利して入手する「○○家のマゲ」を、自勢力の寄合所に納める「恩賞」という方法の2つである。
ただし、同盟勢力の合戦援軍で入手したマゲ（自勢力と敵対ではない勢力）は、同盟勢力の寄合所で引き換えることができるが、援軍でしかないためか勲功をもらうことができない。

なお、抜け道に存在する対人可能区域でプレイヤーを倒すと「○○有力人のマゲ」というアイテムが出るが、これは忍者の目付試験で必要なものであるため、納入することはできない。浪人は所属を持たないゆえ「有名人のマゲ」となっている。
内政クエストの納入には、身分や職業によって容易なものと、多大なコストがかかるものなどがあり、特に奉行→中老→家老に関しては倍近くの勲功が必要となっており、納入では限界を感じ行き詰るプレイヤーも少なくない。

出奔して浪人になった場合、次の勢力へ仕官した際には、以前の身分から2階級下の身分となる（例：家老で出奔→次の勢力では奉行として仕官）。

ただし、推挙仕官（移籍システム）、客将仕官（滅亡勢力プレイヤーのみ）に関しては、身分・勲功とも下がることなく他勢力に仕官することができる。また、一門といういわゆるギルドシステムを利用すれば、一門のリーダーの所属する勢力へ一度だけ移籍する事ができる。

### 官位・官職システム

#### 官位
特定の条件をクリアすると官位が与えられ、以下の特典を享受できる。
- 寄合長からもらえる俸禄が増える。
- 献策の票数が増える。

#### 官職
官位を所有した状態で特定の条件をクリアすると、2週間の任期で官職が与えられ、以下の特典を享受できる。
- 寄合長からもらえる俸禄が倍額になる。
- 献策の票数が倍増する。
- 合戦場などで白馬に騎乗できる。（官職のない者は鹿毛の馬）
- 商人街で条件なしに買い物ができる。

### 生産システム
すべての職業は、それぞれの生産技能を使用して、様々なアイテムや装備品などを生産することができる。装備品には「銘（生産したキャラクターの名前）」が入る。

#### 生産品目
各職業の生産品目は以下のとおりである。
| 職業   | 品目 |
| ------ | --- |
| 侍     | 錫杖系武器、弓術系武器、特殊装備、籠手装備、矢、食料、材料、家具、便箋                                       |
| 僧     | 頭装備、特殊装備、袋装備、食料、材料、家具、便箋                                                             |
| 神職   | 弓術系武器、頭装備、首装備、矢、付与石、箱、食料、酒、材料、家具、便箋                                       |
| 陰陽師 | 腰武器、胴装備、食料、材料、家具、便箋                                                                       |
| 忍者   | 剣術系武器、頭装備、胴装備、履物装備、手裏剣、毒、呪詛薬、材料、食料、家具、便箋                             |
| 鍛冶屋 | 懐剣術系武器、剣術系武器、槍術系武器、棒術系武器、砲術系武器、頭装備、胴装備、手裏剣、材料、食料、家具、便箋 |
| 薬師   | お守り装備、薬、毒、弾薬、染料、装身具、化粧品、食料、材料、家具、便箋                                       |
| 傾奇者 | 頭装備、入魂材、染料、装身具、化粧品、整髪材、解体具、食料、材料、家具、便箋                                 |

また一部の特化系統のみでしか生産できないものがある。
| 職業   | 特化       | 品目                                                           |
| ------ | ---------- | -------------------------------------------------------------- |
| 陰陽師 | 高位召喚術 | 式符                                                           |
| 鍛冶屋 | 武器之取扱 | 上位懐剣術武器、上位剣術系武器、上位槍術系武器、上位棒術系武器 |
| 鍛冶屋 | 鎧之取扱   | 上位頭装備、上位胴装備                                         |
| 鍛冶屋 | 鉄砲之取扱 | 上位砲術系武器、立物                                           |

#### 材料
生産を行うには元となる材料が必要となる。材料の種類には以下のようなものがある。
- 店NPCから購入するもの。
- 採集技能（伐採・材料採集・採掘・植物採集）によって得られるもの。
- 各種生産によって作成される材料。
- 知行産物や知行名物。
- 戦闘によって得られるドロップ品。
- 葛篭箱から得られるもの。
- その他条件を満たすことで得られるもの。

#### できばえ
生産の結果は、そのキャラクターの器用や魅力のパラメータ、および潜在能力や職人装備の効果に影響される。以下に簡略的にできばえの傾向を示す。
| 品目       | できばえが良い          | できばえが悪い          |
| ---------- | ----------------------- | ----------------------- |
| アイテム等 | 個数が増える            | 個数が減る              |
| 装備品等   | 価値が高くなる          | 価値が低くなる          |
| 装備品等   | 重量が減る              | 重量が増える            |
| 装備品等   | 初期鍛錬度が低くなる    | 初期鍛錬度が高くなる    |
| 装備品等   | 攻撃力/防御力が高くなる | 攻撃力/防御力が低くなる |

### クエスト
各国ごとに固有のクエストが存在し、なかには特定の勢力が存続していないと実行不能なクエストも存在する。
現状、実装されているクエストの多くは飛龍の章導入以前に実装されたものであり、得られるメリットが少ないものが多い。
そのため、強力なアイテムを得られるものや特定の場所に行けるようになる、といったメリットの大きい特定のクエスト（いわゆる黄泉クエ・イザナミクエ・紫電の羽衣クエ等）に人気が集中している傾向がある。
なお、2008年の争覇の章によって上級クエストが導入された。今後はこのタイプのクエストが増加していくものと思われている。
2010年末に実装された新星の章はPS3版発売と時期を同じくしていた事もあり、新規プレイヤーをサポートするクエストが重点的に追加されている。

## プレイスタイル

### 狩りのスタイル
強壮丹と呼ばれる能力値を一時的に向上させるアイテムが存在するため、徒党（パーティ）を組む場合はその効果時間（約90分）を目安に「1丹」や「2丹」といった具合に時間が決められる場合が多い。ただし、効果時間が90分であっても準備や移動を含めるとそれ以上に時間がかかる事も多く、短時間では遊びにくいという声も根強く不満として存在していた。そのため「瓦版クエスト」と呼ばれる「特定の敵を倒す」「ダンジョンにて一定数敵を倒す」等、短時間で終了するよう調整された簡易クエストが実装された。

### 売買システム
当初、プレイヤー同士の物品の売り買いは対面でのみ行われていた。現在はそれとは別に、売り買いを仲介するシステムとして「楽市楽座」が破天の章より実装されている。楽市楽座の実装までは、プレイヤーキャラクターは売買の相手を探すのに便利なワールドマップの中央に位置する稲葉山にのみ集中する傾向にあった。また国を挙げてのイベントとして定期市を行うプレイヤー有志も存在している。

### 生産について
プレイヤーが作成した装備品には、そのキャラクターの名前が銘として付与され、誰が作ったのかが判別できるようになっている。このため、生産職人として名を馳せる事も可能である。
また、入魂、付与の概念によりいわゆる「至高の一品」と呼ばれる装備品は生産し難く、やり込み要素となっている。「入魂」とは入魂材と呼ばれる材料を使用し、生産品に付加ステータスを与えるシステムで、入魂者の器用や使用した材料により付与される能力や強化の程度が左右される。「付与」は神主/巫女の作成する付与石（特定のステータス上昇効果のついた石）と呼ばれるアイテムを装備品に取り付ける作業であり、最大2個まで取り付ける事ができる。こちらも良い付与石ほど、作成するのが困難である。
つまり、「素材として良い装備品を作る」→「入魂に成功し、最大級のステータスを付与する」→「良い付与石を付与する」という3段階を経なければ至高の一品を作り出すことができない仕組みとなっている。
このシステムはユーザーの所持する財産（お金）を消費させ、物価のインフレを抑える効果を持っている反面、RMT使用者の増加原因にもなっているという批判もあがっている。
現在は新規プレイヤーでもコストをかけず装備を揃えられる様、強力な付与石と同等の性能を持つアイテムがクエストで入手可能となっている（ただし、全ての装備には適用出来ない仕組みになっている）。

## サービスシステム

### @モバイル＋@Web
別料金（月額課金制）を支払うことで携帯電話やInternet ExplorerなどのWebブラウザを利用したオフラインサービスを利用できる。
- 自動採集
1回の指示で最長12時間、最大720回採集可能。
- 自動生産
1回の指示で最長12時間、最大1440回生産可能。
- 知行育成
知行の各種コマンドが実行できる。ただし知行資金の出し入れは不可。
- 産物市場
所持資金での産物買取や所持産物の売却。
産物指数の確認
- 携帯信書
携帯から信書の送受信ができる。

### ネットカフェ サービス
コーエーが公認したネットカフェからプレイできるサービス。
- ネットカフェからプレイした特典として戦闘で得られる経験値と修得値が通常の150%になる。

### 長期プレイ報奨 サービス
プレイチケット毎に30ポイントが蓄積され、そのポイントを消費して様々な景品と交換できるサービス。
プレイヤーキャラの声を変える、初期能力を振り直す等これでのみ行えるものも多い。

### キャラクタースロット追加サービス
別料金（月額課金制）を支払うことで、通常3人までのキャラクター作成枠をもう1つ増やせるサービス。
ただし、増やせるのは1枠（合計4キャラまで）のみ。それ以上増やすためには新たなアカウントが必要になる。

### アカウント共有倉庫サービス
別料金（月額課金制）を支払うことでアカウント共有倉庫伊勢屋、近江屋が利用できるサービス。
- 取引不可のアイテムは入れることができない。
- 課金を停止してもアイテムの引き出しのみはできる。

### 90日間プレイチケットサービス
プレイ期間を90日延長出来、期間毎に入れ替わるゲーム内アイテムを受け取れる。
- プレイヤーキャラクターの成長を促進するアイテム《伊勢の短冊片》 （5個）を受け取れる。
- 「長期プレイ報奨」サービスの"刻日の印"を180個（通常の2倍）獲得できる。
- 「30日間プレイチケット」を3回分購入するよりも105円安く購入出来る。

### 信長の野望 Online バーチャルパック 戦国入門　対応機種Windows（オンライン専用）
商品構成	
- ゲームプレイ用シリアルナンバー（プレイ期間30日間付き）
- 特典ゲーム内アイテム用シリアルナンバー（3種類）

※ゲームプレイ用シリアルナンバー（プレイ期間30日間付き）は、下記用途で利用出来る。
・新規で通常版のシリアルナンバーを登録する場合
- オリジナル製品版アカウントの新規作成

・既存のアカウントに通常版のシリアルナンバーを適用する場合
- 無料体験版アカウントからオリジナル製品版アカウントへの移行
- 「鳳凰の章」と「鳳凰の章」以前の製品版アカウントのプレイ期間の延長

ゲーム内アイテム
ゲーム内アイテム交換用シリアルナンバーを、ゲーム内の城の中にいるNPC贈物奉行に話し掛け、入力すると入手出来る。
- 戦国旅立ち箱
- 千両箱
- 成長支援箱

## 拡張パック・大規模な仕様追加/変更

### 越中実装
2003年9月17日に上杉家の支配地域として越中地域が実装された。この地は富山県にあたり、薬の生産が盛んな国として実装され、今まではプレイヤーの生産技能によってしか取れなかった一部の薬の材料がNPC販売されるようになった。

### 本願寺家・浅井家・朝倉家実装
2003年12月17日に追加勢力として本願寺家・浅井家・朝倉家が実装され、それに伴い加賀・越前・近江・伊勢の4つの地域が実装された。「信長の野望 Online」では初の勢力実装となった。

### 足利家・三好家・伊賀忍・雑賀衆実装
2004年4月14日に追加勢力として足利家・三好家・伊賀忍・雑賀衆が実装され、それに伴い、山城・摂津和泉・大和・伊賀・紀伊の5つの地域が実装され、開発当初予定されていた全ての大名家、地域が実装された。

### 特化技能実装
2004年6月30日、プレイヤーの職業7職にそれぞれ特化技能という概念が加えられ、1職につき3特化ずつ、特定の技能に特化した上級職ともいえるべき仕様が実装された。これにより、7職21特化という、多彩なキャラクター育成が可能となった。

### 飛龍の章
2004年12月15日に発売された拡張パック「飛龍の章」で、以下のシステムが新しく導入された。しかし開発の遅れから、導入日に全てが導入されることは無く、メンテナンスを繰り返しながら、全てが導入完了したのは、実に発売日から6ヶ月以上経ってからの事であった。

#### 「屋敷」システムの導入
プレイヤーが自分だけの土地、及び屋敷を所有する事が出来、生産した家具や敵からドロップした調度品などを飾りつけることが可能となる。
飛龍の章の目玉の1つであったにも関わらず、実装当初はバグが多くいったん実装が取り消される等混乱が続き、批判を大きくした原因の1つとなった。

#### トライアルダンジョンシステムの導入
ライトプレイヤーでも気軽に遊ぶことができるトライアルダンジョンシステム（TD）が導入された。通常のフィールド上に存在するダンジョンとは異なり、徒党のレベルに合せた90分で終了となる特殊ステージが自動生成され、他の徒党の敵の取り合いなどの問題を発生させることなく遊ぶ事ができる。また、TDに登録する事で徒党編成もシステム側で自動的に行ってくれる為、徒党を組む為の時間なども軽減される。しかし実際は、過疎サーバーなどとよばれるプレイヤー人口の少ないサーバーにおいてはこの自動編成システムは機能せず、町でTDへ赴くメンバーを集めてからTDへ向かう形が主流となっている。

#### キャラクターレベルキャップの引き上げ
プレイヤーキャラクターのレベル上限が従来のレベル50からレベル60に引き上げられた。また、新しい技能目録も追加された。同時に合戦などに登場する敵NPC武将キャラクターなどもレベルが引き上げられた。
なお、2008年12月17日に実装された大型パッチ『覚醒の刻』でレベル60からレベル65に引き上げられた。

#### 合戦兵種システムの導入
合戦において、「兵種」の概念が導入され、プレイヤーは歩兵の他に「騎馬兵」「鉄砲隊」「弓兵」になる事が可能となった。それぞれの兵種の技能（例：騎馬兵なら突撃、鉄砲隊なら銃撃など）を使用する事により、敵PCを混乱させたり、落馬させたりする事ができるようになった。

#### 知行システムの導入
ある一定の身分になったプレイヤーは知行地を拝領できる。知行地はプレイヤーがそれぞれ成長させていく事ができる土地であり、それぞれの土地からは生産に必要な資源が獲得できるようになっている。その資源を加工して生産材料にしたり、売買する事でお金を稼いだりする事が可能になった。
- また、「飛龍の章」以降の生産（上位生産）では、この知行地からとれる資源がほぼ必須の状況となっている。

#### 流派システムの導入
戦闘技能の一環として、通常の目録で習得する技能とは別に、「流派」と呼ばれる戦闘コマンドが使用できるようになった。流派では経験した戦闘にあわせて、千差万別の技能への成長していくスタイルがとられている。

#### 官位システムの導入
一定の勲功を納めたプレイヤーは官位が拝領できるようになった。また官位に応じた官職を入札によって拝領できる。官位・官職には献策票の増加効果があり、上位の官位を得るほど国政に影響を与えることができる。

### 破天の章
2006年9月12日に拡張パック「破天の章」が発表され、
2006年12月13日にサービスイン、発売された。拡張料金は2,940円（税込）。
信長の野望 Online 破天の章

#### 「隠れ里」の導入
「隠れ里」という初心者専用エリアが導入された。キャラクター作成直後はこのゾーンからスタートする。自然と流れるように設定されたクエストが用意されており、これらを全てこなすことでチャットシステムや生産システム、戦闘システム、徒党の組み方などを自然と習得できるように構築されている。また、クエストの一部に戦国時代に丹波国を支配していた波多野氏（波多野秀治、波多野秀尚）が登場している。

#### 特化技能四の導入
上位の特化技能の追加

#### 知行のレベルの上限アップ
知行のレベルの上限7になる。また、「破天の章」以降の生産（上位生産）では、この知行地からとれる資源がほぼ必須の状況となっている。

#### 楽市楽座システムの導入
開発側の方針として、当初はコミュニケーションの場を増やすという名目で自動売買システムは実装されなかった。

しかし、知行をはじめとした新規アイテムの大量増加により直接売買だけでは入手できないほどアイテムが多岐にわたる状態となったため、
楽市楽座機能が実装されることとなった。

プレイヤーが毎週入札を行い、その順位に応じた売り子を自分の屋敷に雇い入れ、希望の装備やアイテムを売り買いすることが可能となっている。

これにより飛龍の章までは趣味程度の機能だった屋敷が多くの人の目にとまることとなり、内装に意匠をこらすプレイヤーも増加している。

#### 侵攻型ダンジョンシステムの導入
新たな狩場が提供されている。
これ以前の入場者全員で場所を共有するダンジョンと異なり、徒党ごとにダンジョンが個別に生成される。
1つのダンジョンをクリアすると次のダンジョンへの入場が解除されるという仕組みであり、以降のダンジョンの追加形式は基本的にこれとなっている。

#### 新職業「傾奇者」の追加
「破天の章」から戦闘おいて「四象」と「地勢」の概念が導入された。
「四象」は戦闘における地水火風の各属性を表し、敵味方の行動が各属性に関連するものであれば、対応する四象の値がその効果に加味される。
「地勢」は戦闘において敵味方に特殊な効果を与える。効果は強制で、例えば「生命力が0にならない」地勢を張れば、その効果中は敵味方とも倒れることはない。
この二つの要素を操作する新しい職業として「傾奇者」が実装された。
詳細は職業とキャラクターメイクの項を参照。

### 争覇の章
2007年12月16日に拡張パック「争覇の章」が発表され、2008年3月26日にサービスイン、発売された。
「飛龍の章」で追加要素の実装の遅れが批判の的となったため、追加要素を順次追加していく事をあらかじめ発表する「チャプター制」という形式になっている。

#### 特化技能伍の導入
上位の特化技能の追加。

#### 奥義
各特化の技能の強化版。使えるのは1時間に1回、奥義によっては戦闘開始から5分、10分経過しないと使えないという制限もあるが、非常に強力で、うまく使えば劣勢だった戦闘状況から逆転する事も十分に可能。例として鍛冶屋の特化鉄砲之取扱なら国崩し （大砲） が撃てる等、新モーションなのもうれしい。使えるのはNPC戦闘のみで、対人戦で使用不可。

#### 知行のレベルの上限アップ
知行のレベルの上限9になる。また、「争覇の章」以降の生産（上位生産）では、この知行地からとれる資源がほぼ必須の状況となっている。また、知行システムの大幅な変革もおこなわれた

#### 九州三国志の導入
島津家、大友家、龍造寺家の三つ巴の抗争をモチーフにしたダンジョンが追加された。

#### 戦国絵巻の導入
名所旧跡などを集めて回るコンプリーノートが新たに追加された。

#### 上覧武術大会の導入
全サーバーを対象とした対人戦機能が追加された。

#### 合戦システムの変更
大決戦が追加され、陣取戦も一新するような変更がされた。

### 争覇の章 追加アップデート

#### 錬磨の刻の実装
2008年10月29日に毎日日替わりで受けられるクエストや集団会話の増強、生産システムの仕様改善が実装となった。

#### 覚醒の刻の実装
2008年12月17日に新たな成長要素技能覚醒や新ダンジョン凶神の冥宮の追加、ダメージキャップの撤廃、特化技能バランス調整、さらなる能力強化システム強化石精錬などが導入、またレベルキャップ開放され最高レベルが65に。

#### 団結の刻の実装
2009年4月22日に新たな交流機能である親交・師弟システムの導入。合戦システムの大幅変更、新技能追加。

#### 出陣の刻の実装
2009年8月5日に全職業に対して新たな戦闘技能が追加。トライアルダンジョンの実装以来4年ぶりとなる新クエストが追加。また多人数参加型ダンジョン伊勢路の戦いの追加。マウスでのクリック移動を採用、新規参加者用に一部システム改善。

#### 一門の刻の実装
2009年12月23日に全職業に対して新たな戦闘要素、「一門ギルド」が追加。また、猫に続きペットに犬が実装される他、容姿を変えられる要素も追加。

### 新星の章
2009年11月29日に拡張パック「新星の章」の発表会が催され、2010年3月24日にサービスイン、発売された。

アップデート料金はこれまでと同様に2940円（税込み）。テーマは「究極の"戦国"を生きる」。
一度にすべて実装されずに飛龍の章と同様のチャプター制で順次実装される。

#### 「独眼竜の野望」システムの導入
「独眼竜」こと伊達政宗の半生を追体験できるクエストがダンジョンとして追加された。プレイヤーは伊達家に助太刀するという形でクエストを攻略していく。

#### 天下人システムの導入
新星の章以前の仕様では合戦による領土の移動は起こりにくく、また天下統一は実質不可能であった。
「天下人システム」は領土の移動を活発化し、1勢力による天下統一を可能にすべく実装された仕様の総称である。これまで国単位で分けられていた領土を細分化し、本城・中核・外郭という複数の拠点によって形成される形に変更された。合戦の勝敗も付きやすくなるように調整され、引き分けが極力起こらないようになっている。各領土の拠点にはそれぞれ成長ポイントがあり、その勢力の所持する拠点のポイントの合計がその勢力の天下人ポイントとなる。定められた（発表はされていないが）期間内で天下人ポイントを競い合い、一位と二位の勢力が天下分け目の決戦を行うことで天下一の勢力を決定、その後いったんリセットされる事が発表されている。

### 鳳凰の章
2011年9月15日の「東京ゲームショウ 2011」内の「ネットエンターテインメント フェスタ 2011」にて新拡張パック「鳳凰の章」が発表され、2012年2月12日の「ネットエンターテインメント フェスタ in 秋葉原」にて公開プレイを実施し、2012年3月7日にサービスイン、発売された。

飛龍の章と同様に一度にすべて実装されずにチャプター制で順次実装される。

パッケージ版の値段はWindows版、PlayStation 3版共にプレミアムBox版12800円（税込13440円）、通常版7800円（税込8190円）。プレミアムBox版には通常版にも付属する「ゲームプレイ用シリアルナンバー（プレイ期間60日付き）」、「特典ゲーム内アイテム用シリアルナンバー」、「my GAMECITY」ポイントシリアル」の他、「プレミアム特典アイテムシリアルシート」、「特別冊子「戦国指南書・鳳凰の章編」」、「『信長の野望 Online 〜鳳凰の章〜』サウンドトラックCD」が付属された。

#### 城下町導入
・2012年3月7日実装。

・2012年7月11日新機能追加。

#### 家臣団導入
・2012年3月7日侍、忍者、陰陽師の三職を先行実装。

・2012年7月11日残りの五職である僧侶、神職、鍛冶屋、傾奇者を実装。

#### 「秀吉戦記」導入
・「桶狭間 天下人への道」 2012年3月7日実装。

・「長篠の戦い」 2012年7月11日実装。

・「山崎の戦い」 2012年11月14日実装。

#### 全ワールド統一合戦外交導入
・2012年3月7日実装。

#### 新技能・新奥義追加
・2012年3月7日実装。

#### 新生産目録追加
・2012年7月11日実装。

#### 丹分割導入
・2012年7月11日実装。

#### 家臣団ダンジョン導入
・2012年11月14日実装。

### 天下夢幻の章
・2013年7月10日にサービスイン、発売された。

アップグレードチケット：2940円(税込)

スターターチケット：5355円(税込)

通常パッケージ(win版、PS3版)：8190円(税込)

TREASURE BOX(win版、PS3版)：14800円(税込)

クラウドゲーム（dゲーム版）：パック料金により変動

#### 実装・変更
・換金手形の実装

・レベルアップに必要な経験値を緩和、ならびに上限レベルを70に変更。

・Windows HD版クライアントの実装。

・新キャラ用のクエストの改善。

・冒険板の追加

#### 新時代の幕開け
・2013年11月13日実装（第二陣）

・大決戦の廃止

・軍神追加

・もののふ道場の新ダンジョン追加

・死亡時のペナルティを緩和

#### 乱世の絆
・2014年3月19日実装（第三陣）

#### 決戦の刻
・2014年7月16日実装（第四陣）

・新ダンジョン「オノゴロ」追加

・もののふ道場の特別依頼2種追加

・10柱の軍神追加

・「家臣団手形」の納入個数制限の撤廃

・もののふの日、実装（毎月11日の8:00～20:00はフリータイムとして無料プレイが可能に）

### 覚醒の章
・2014年12月17日にサービスイン、発売された。

#### 実装・変更・廃止
・知行の廃止

・拠点戦の廃止

・復興戦の廃止

・移籍の廃止

・伊勢路の戦いの廃止

・生産を稼業へと変更

・1日5回まで一部場所を除いて、徒党員のいるところにワープできる「所在移動」実装（※ただし、同一国やダンジョンにいることが条件）。

・大名物の追加

・侵攻戦の追加

#### 第二陣
・2015年4月15日実装

・流派技能を廃止する代わりに覚醒流派技能の実装

・攻城戦に徒党依頼追加（5月アップデート）

・家臣団のレベルを最大65に引き上げ（7月アップデート）

#### 2ndシーズン
・2015年9月9日実装
・伊達家実装

・陸奥国実装

・新ダンジョン「龍泉洞」追加

#### 2ndシーズン第二陣
・2015年12月9日実装

・陸奥のフィールドボス追加

・新技能追加

#### 2ndシーズン第三陣
・2016年3月9日実装

・新ダンジョン「中尊寺金色堂」実装

### 勇士の章
・2016年8月3日にサービスイン、発売された。

#### 実装・変更
・真田家実装

・真田庄国実装

・新ダンジョン「真田伝」追加

・レベルの上限が75に引きあげられる。

#### 実装後の変更
・2016年11月16日に重複する技能や使わなくなった技能の簡略化など多くの技能が廃止され、目録も変更される。

## 批評・事件など
- 拡張パック「飛龍の章」において、多くの要素を未実装のまま発売、サービスの開始を強引に行い、多くのプレイヤーの怒りを買った。
- MMORPG評価サイトにてコーエー社員が自社製品である「信長の野望 Online」について自社の端末から好意的な書き込みを行うという不祥事が発覚、コーエーは事実を認め公式に謝罪、公平性を持ったサイトにて自画自賛を行うという行為は多くの批判を招いた。不適切な印象操作を行った際コメント欄に記述されていた「道端で寝るおもしろす」というフレーズが一時プレイヤーの間で流行した。その意味は書き込みが行われる少し前に実装された新しい所作（自キャラに手を振ったり、お辞儀をしたりという動作を行わせるコマンド）／寝るで、「自キャラを道端で寝転ばせるのは面白いよ」といった意味である。
- その時々のプレイヤーの要望に対してクエスト、イベントの追加で応える事が多い。そのクエストの改善点をさらに新しいクエストを追加することによって改善しようとするため、現在では形骸化したクエストや廃墟化したダンジョンも多数存在する。装備品に対しても同じことが言えるため、多種多様な装備があるにも関わらず使用される装備品はつねに上位の数種類のみになっている。その結果、「使い所の無いアイテム」「初心者へ配布されるクエスト装備より弱い生産品」が多数生まれてしまい、生産については誰も使わない物を作らなくてはいけない期間が長い。「生産で名を馳せる事も出来る」のだが、新規プレイヤーがその道を目指そうとする場合、上記のような理由により非常に厳しくなっている。
- PS2から続く数少ない純国産MMORPGである。その独特の「ボス戦の最中でもトイレに行ける」戦闘システムに愛着を持つファンも多い。また、昨今では珍しくなった月額型のMMORPGであり、キャラ追加や倉庫拡張等の追加課金サービスはあるものの、課金額によりキャラクターの成長・性能に差が開くという事は無いようになっている。

## 信長の野望 Onlineの主な歴史
- 2002年12月18日
β1テスト開始
- 2003年3月14日
β2テスト開始
- 2003年6月12日
10:00にPS2版のサービスを開始
- 2004年2月4日
16:30にWindows版のサービスを開始
- 2004年6月12日
正式サービス1周年イベント「東西対抗大合戦」実施
- 2004年6月30日
新仕様（特化系技能目録など）導入
- 2004年9月22日
12月中旬を目処に拡張パック「信長の野望 Online 飛龍の章」を発売すると発表された。
また同時に中国でのサービス開始が発表された。
- 2004年11月10日
登録ユーザー数が10万人を突破したと発表。
このうち課金ユーザーは約56000人、最大同時接続ユーザー数は約23000人。
- 2004年12月15日
「信長の野望 Online 飛龍の章」発売。
- 2005年6月29日
「飛龍の章」での拡張要素として当初発表されていた仕様の実装が完了。
- 2006年3月22日
各特化技能のバランス調整と、大幅な仕様変更パッチ。
- 2006年6月14日
正式サービス3周年イベント「東西対抗大合戦」実施
- 2006年9月12日
12月を目処に拡張パック「信長の野望 Online 破天の章」を発売すると発表された。
- 2006年11月16日
拡張パック「信長の野望 Online 破天の章」がテストサーバに先行実装された。
- 2006年12月13日
「信長の野望 Online 破天の章」に本サーバーに実装。
- 2007年7月25日
信長の野望 Online@モバイル 正式サービス開始
- 2007年10月17日
高位宝石アイテムのドロップゾーン拡張など大幅な仕様変更パッチ。
- 2007年12月16日
2008年3月に拡張パック第3弾「争覇の章」が実装されることを発表。
大航海時代Onlineと同じく発表会も催された。
- 2007年12月19日
「長期プレイ報奨」サービス スタート
- 2008年2月28日
拡張パック「信長の野望 Online 争覇の章」がテストサーバに先行実装された。
- 2008年3月26日
「信長の野望 Online 争覇の章」を本サーバーに実装。
- 2008年6月11日
@Webサービスのテストリリースをテストサーバに実装した。
- 2008年6月25日
@Webサービスを本サーバーに実装。
- 2008年10月29日
錬磨の刻を本サーバーに実装。
- 2008年11月27日
覚醒の刻の特化技能バランス調整及びダメージキャップ撤廃のみをテストサーバに実装した。
- 2008年12月17日
覚醒の刻を本サーバーに実装。
- 2009年4月22日
団結の刻を本サーバーに実装。
- 2009年7月23日
出陣の刻の新戦闘技能をテストサーバに実装した。
- 2009年8月5日
出陣の刻を本サーバーに実装。
- 2009年11月29日
拡張パック第4弾「新星の章」の発表会が東京の恵比寿ガーデンルームにて行われた。
- 2009年12月23日
一門の刻を本サーバーに実装。
- 2010年3月24日
「信長の野望 Online 新星の章」を本サーバーに実装。同時にチャプター第一陣「天下への夜明け」を実装。
- 2010年7月28日
「信長の野望 Online 新星の章」チャプター第二陣「飛翔！独眼竜」を実装。
- 2010年12月22日
10:00にPS3版のサービスを開始
- 2011年4月27日
「信長の野望 Online 新星の章」チャプター第三陣「風雲！小田原の陣」を実装。
- 2011年8月3日
「信長の野望 Online 新星の章」チャプター第四陣「決戦！関ヶ原の陣」を実装。
- 2012年2月15日 - 2月26日
「天下分け目の決戦」を実施。
- 2012年3月7日
「信長の野望 Online 鳳凰の章」発売。拡張パック第五弾となる。Win版、PS3版はパッケージ版を発売。PS2版はアップグレードのみ。
- 2012年3月28日 - 4月11日
「花見祭2012」を開催。
- 2012年4月18日 - 5月2日
「“誾千代の白猫”ふたたび！」を開催。
- 2012年6月
Facebookを開設。
- 2012年6月13日 - 6月27日
「9周年記念ワールド対抗東西大決戦」。東軍「独眼竜の野望勢力」対西軍「九州三国志勢力」を実施。勝ち点は真紅9、萌黄4、山吹3、紺碧1で真紅ワールドが優勝する。
- 2012年7月2日 - 8月31日
日清シスコ株式会社製品「エース家紋〜戦国時代編〜」とコラボレーション実施。
- 2012年7月4日 - 7月25日
「七夕祭2012-短冊に願いを-」を開催。
- 2012年7月11日
「信長の野望 Online 鳳凰の章」チャプター第二陣「長篠の戦い」を実装。
- 2012年8月8日 - 8月29日
「花火をつくろう！花火祭2012」を開催。
- 2012年10月3日 - 10月24日
「実りの秋 2012」を開催。
- 2012年10月17日 - 11月7日
映画「のぼうの城」とタイアップイベント実施。
- 2012年11月14日
「信長の野望 Online 鳳凰の章」チャプター第三陣「山崎の戦い」を実装。
- 2012年12月19日 - 2013年1月16日
「10周年全員集合！キャンペーン」実施。
- 2013年1月1日 - 2013年1月16日
「10周年記念福袋イベント」実施。
- 2013年1月24日
「信長の野望 Online 10周年記念BOX」（Windows版、PS3版共に税込価格13440円）、「信長の野望 Online 10周年記念BOX 豪華絢爛」（Windows版のみ発売。税込価格 31290円）発売。
- 2013年2月24日
「第一回信長戦国歴史検定」タイアップ実施。
- 2013年7月10日
「信長の野望 Online 〜天下夢幻の章〜」発売。
- 2013年12月4日
「信長の野望 Online 〜天下夢幻の章〜」を，PlayStation 4に向けて2014年3月19日に発売すると発表した[3]。
- 2014年3月19日
「信長の野望 Online 〜天下夢幻の章〜」PlayStation 4版発売。
- 2014年12月17日
PlayStation 2版サービス終了。

## 関連書籍
- 『オンラインゲーム すごい攻略やってます。』（双葉社）
- 『ファミ通Connect!On-コネクト！オン』（エンターブレイン）
- 『信長の野望 Online 破天の章 オフィシャルガイド 07.2.28バージョン』上・下（コーエー）